# 김우영 (프로게이머)
김우영(1993년 2월 8일 ~ )은 대한민국의 전직 스타크래프트 프로게이머이다. By.Center라는 아이디를 사용하며, 종족은 테란이다. 웅진 스타즈 소속이었다.
2010년 상반기 드래프트에서 웅진 스타즈의 1차 지명으로 입단하였다. 2011년 2월 부상으로 프로게이머를 그만둔 것으로 알려졌고 2011년 10월 20일에 공식 은퇴가 공시되었다.

## 수상 경력
- 2009년 12월 제53회 스타크래프트 준프로게이머 선발전 입상